# Antonio Zanchi

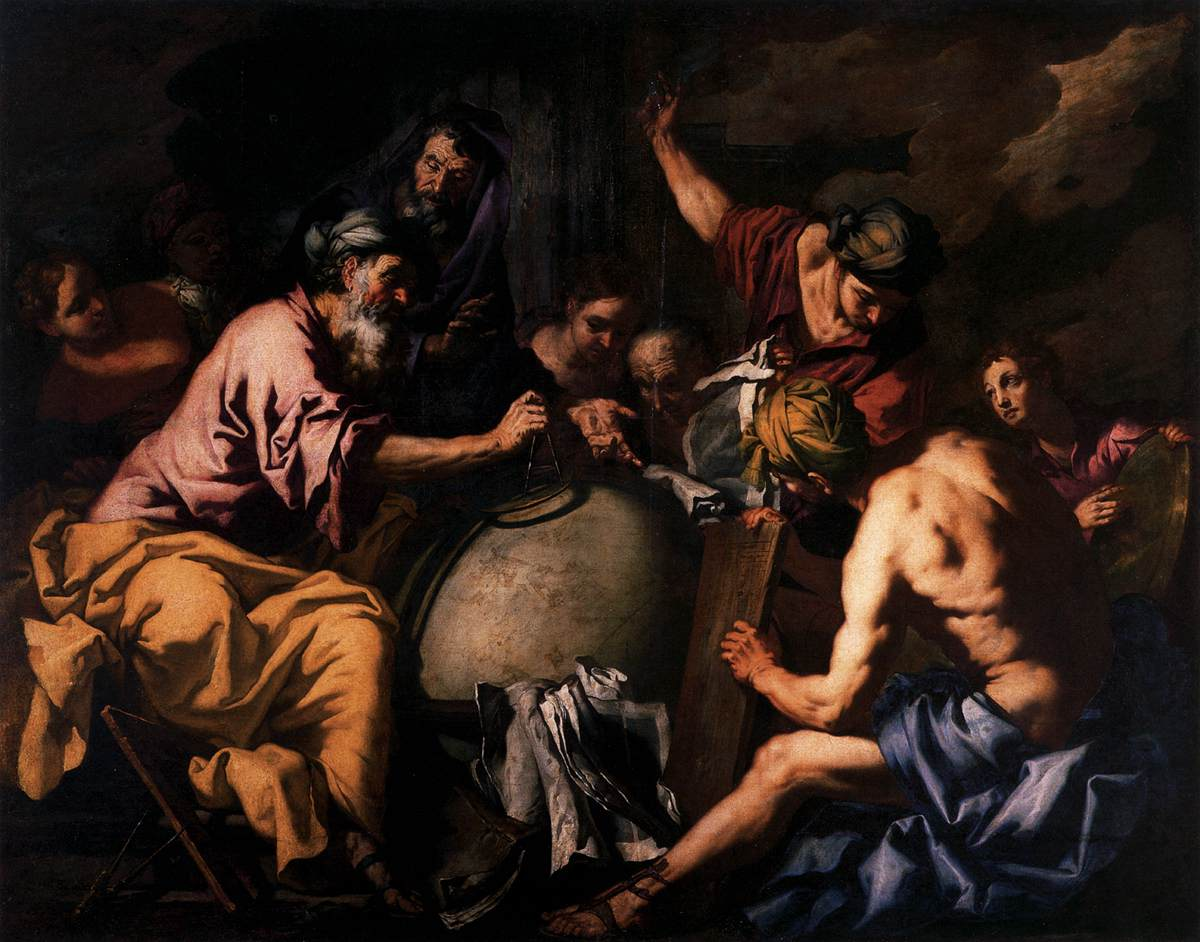
Abramo insegna l'astrologia agli egiziani, 1665

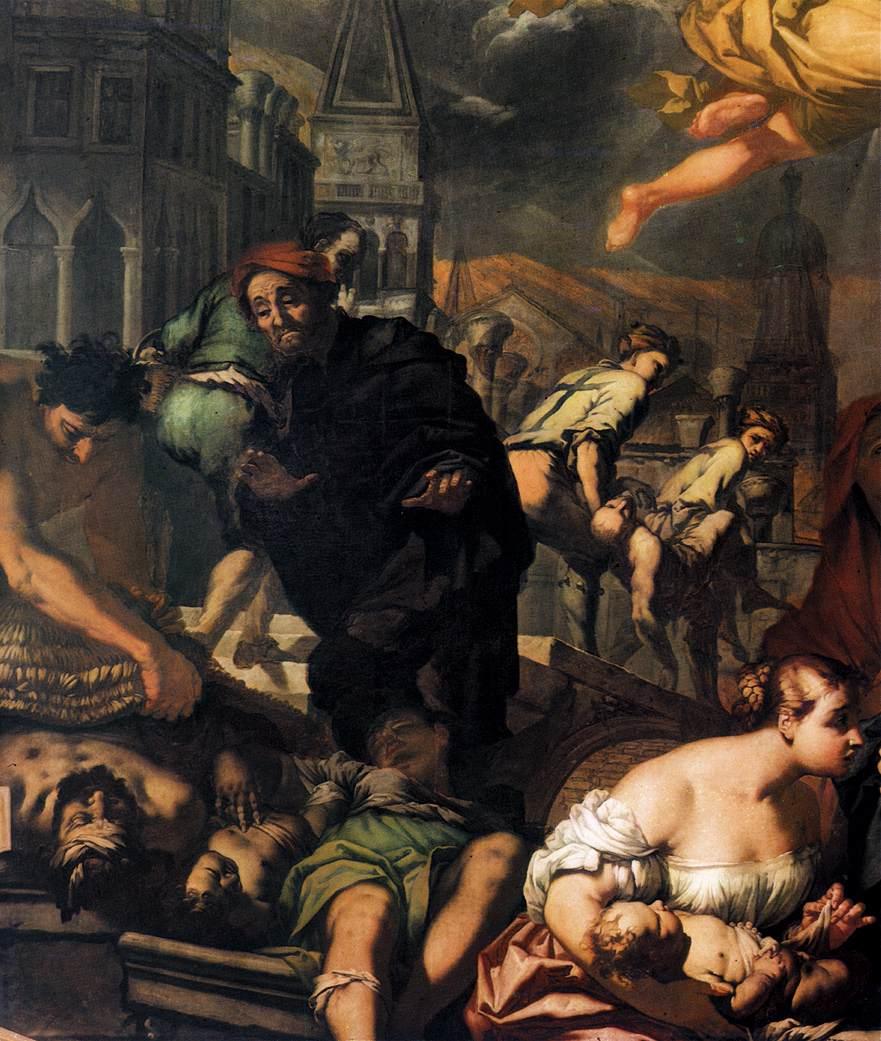
La Vergine appare agli appestati - particolare - (1666) Scuola Grande di San Rocco Scalone a sinistra

Antonio Zanchi (Este, 6 dicembre 1631 – Venezia, 12 aprile 1722) è stato un pittore italiano.

## Biografia e stile
Il pittore si afferma sul panorama artistico italiano, fin dalle prime produzioni, come uno degli esponenti di maggior spicco della poetica dei "tenebrosi", sulla scia di Luca Giordano e Giovan Battista Langetti.
La vicinanza a questo filone artistico si concretizza nella sua arte in una certa violenza chiaroscurale e in impostazioni compositive drammatiche. Tali caratteristiche finiranno per diluirsi verso la tarda maturità dello Zanchi, a partire dagli anni Ottanta del Seicento, quando questi inizierà a fare uso di un colorismo abbastanza acceso che attenuerà il suo impegno come pittore tenebroso.
Verso l'ultima produzione, allo stesso modo, anche le composizioni pittoriche si faranno meno sciolte e più forzate, risultato di tentativi artificiosi e poco organici di proseguire verso nuovi modelli artistici.

## Opere
- Sansone e Dalila, 1660, Northampton, Northampton Museums & Art Gallery[3]
- Abramo insegna l'astrologia agli egiziani, 1665, Venezia, chiesa di Santa Maria del Giglio.
- La Vergine appare agli appestati, 1666, Venezia Scuola Grande di San Rocco Scalone a sinistra
- Mosè fa scaturire l'acqua dalla roccia, 1669, basilica di Santa Maria Maggiore di Bergamo;
- Natività della Vergine, 1671-1672, Sombreno di Paladina, Santuario della Natività di Maria[4]
- San Giovanni Battista fanciullo è benedetto dai genitori; e Il corpo decapitato di san Giovanni Battista è avviato al rogo, 1676. Murano, Chiesa di San Pietro Martire, Sagrestia
- Nozze di Cana, 1679, Capodistria, Cattedrale di S. Maria Assunta
- Martirio di san Bartolomeo, post 1680, Brescia, collegiata dei Santi Nazaro e Celso[1]
- Autoritratto, verso il 1680, Firenze, Galleria degli Uffizi
- I due guerrieri, verso il 1680, Pavia, Pinacoteca Malaspina[5]
- Madonna della Cintura e nove santi, 1690 circa, Lendinara, Chiesa di San Biagio
- Ratto di Elena,1690-1700, Northampton Museums & Art Gallery[6]
- Davide e Golia, ante 1700, collezione privata[7]
- Ratto di Elena, ante 1700, collezione privata[8]
- Assunzione di Maria in cielo alla presenza degli apostoli, fine sec. XVII, chiesa parrocchiale di Paderno (TV)
- La Chiesa intercede per le anime del Purgatorio, Loreto, Palazzo Apostolico, Museo del tesoro della Santa Casa
- Martirio di San Daniele, 1677. Padova, Basilica di Santa Giustina
- Madonna della cintura, 1700, Schio, Chiesa di Sant'Antonio Abate
- Rogo dei libri eretici, 1705, Venezia, Biblioteca Monumentale del Seminario Patriarcale, Basilica di Santa Maria della Salute
- San Girolamo Miani portato in cielo dagli angeli,1703, Venezia, Seminario Patriarcale di Venezia
- Incoronazione della Vergine, 1730, Venezia, Seminario Patriarcale di Venezia